# Emiliano Saliadarre
Emiliano Daniel Saliadarre (Rosario, Santa Fe, Argentina; 5 de mayo de 2002) es un futbolista argentino que se desempeña como delantero en el CA Temperley de la Primera B Nacional, a préstamo desde Racing Club.

## Biografía
Nacido en Rosario, vivió desde los 10 años y pasó su infancia y adolescencia en la localidad de Chovet, ubicada al sur de la provincia de Santa Fe. Allí jugó en San Martín de Chovet.

## Trayectoria
Emiliano llegó a Racing en 2017 en octava división. Y hace 7 años que está en el club. En sexta salió campeón (2019) con Diego Rendo como técnico hasta que pasaría a la reserva académica, consagrándose como goleador del equipo de Ezequiel Videla y Sebastián Grazzini en 2023. El 14 de abril marcaría un gol a Independiente en el estadio Presidente Perón, para quedarse con el clásico de Avellaneda en la reserva.

"Nunca me había tocado convertir en un clásico. Y cumplí el sueño de hacer un gol en este estadio, con la familia en las tribunas. Jugar en esta cancha fue algo hermoso."
Emiliano Saliadarre

Su debut en el primer equipo fue contra Atlético Tucumán, en un partido disputado el 24 de abril en el estadio Presidente Perón en el marco de la decimotercera fecha del torneo argentino. En los siguientes partidos, entraría desde el banco de suplentes. El 4 de mayo tuvo la chance de darle la victoria a su equipo contra el flamante campeón de América, Flamengo, en la Copa Libertadores. Sin embargo ese remate se iría desviado hacia el palo derecho del arquero.

## Clubes
| Club                             | País      | Año           |
| -------------------------------- | --------- | ------------- |
| Racing Club                      | Argentina | 2019-         |
| Independiente Rivadavia (cedido) | Argentina | 2024          |
| CA Temperley (cedido)            | Argentina | 2024-presente |